# Ernesto Fígoli
Ernesto Fígoli (21 d'agost de 1888 - 26 de juliol de 1951), sobrenomenat "Matucho", va ser un entrenador de futbol uruguaià. Va aconseguir la victòria de l'Uruguai als campionats sud-americans de 1920 i 1926 i la medalla d'or als Jocs Olímpics de 1924. Més tard, va contribuir a la medalla d'or dels Jocs Olímpics de l'Uruguai de 1928 i a les victòries de la Copa Mundial de la FIFA de 1930 i 1950 com a massatgista i kinesiòleg.